# Boston (Wielka Brytania)
Boston – miasto portowe we wschodniej Anglii, w hrabstwie Lincolnshire, w dystrykcie Boston, położone nad rzeką Witham, kilka kilometrów od wybrzeża zatoki The Wash (Morze Północne). W 2001 roku liczyło 35 124 mieszkańców. Boston był niegdyś ważnym producentem wełny oraz eksporterem soli i zbóż. W mieście rozwinął się przemysł spożywczy.
Zabytki: średniowieczny kościół z jedną z najwyższych (83 m) wież w Anglii – The (Boston) Stump oraz pochodzący z 1812 roku wiatrak Maud Foster Mill.
W mieście siedzibę ma profesjonalny klub piłkarski Boston United FC.

## Miasta partnerskie
- Boston, USA
- Laval, Francja
- Hakusan, Japonia